# GUILTY GEAR -STRIVE-
『GUILTY GEAR -STRIVE-』（ギルティギアストライヴ、GGST）はアークシステムワークスが開発し販売する3D対戦アクションゲーム （対戦型格闘ゲーム）。GUILTY GEARシリーズのメインラインの7作目であり、全体では25作目。
2021年6月11日に PlayStation 4、PlayStation 5、Steam上でWindows向けにリリース。2021年7月29日に日本国内でALL.Net P-ras MULTI向けアーケードゲームタイトルとしてリリース。2023年3月7日にXbox One、およびXbox Series X/S向けにリリース。2025年1月23日に『ギルティギア ストライヴ Nintendo Switch Edition』のタイトルでNintendo Switch版が発売。

## 概要
「シリーズの完全な再構築」を目的として、本作ではその本質的な箇所を保ったまま、多くの機能やシステムを刷新した。
前作『GUILTY GEAR Xrd』で好評だったセルアニメ調の3Dに引き続き、セルアニメ風グラフィックと3D表現を駆使した派手でダイナミックな映像表現が特徴。
また、シリーズの特徴であるロックを主体としたサウンドトラックでは、全てのキャラクターテーマにボーカルがついた。

## ゲームシステム
「シリーズの完全な再構築」を目的として、本作ではシリーズの本質的な箇所を保ったまま、多くの機能やシステムを刷新した。また、ステージ端の壁を破壊し別エリアに移動する「ウォールブレイク」システムを新たに導入し、壁際の攻防に一味加えている。
一方、シリーズを代表するシステムの一つであるインスタントキルが削除されたほか、空中受け身が廃止された。
その他要素は以下の通り。
ロマンキャンセル
テンションゲージを50%消費し、自身の行動のほとんどを強制的にキャンセルすることができる。発動するタイミングによって効果が異なり、4種類ある。
ロマンキャンセルを発動すると周囲の速度が低下するのは前作と同様だが、今作ではロマンキャンセルの発動直後にダッシュ入力をすることで、ロマンキャンセル中に多少スライド移動することが可能。
また、ロマンキャンセル自体を攻撃でキャンセルすることで攻撃を絶え間なく続けることができる。これらは組み合わせることも可能。
ウォールブレイク
相手をステージ端に追いやり攻撃を重ねることで相手が壁に張り付く。この状態で攻撃を加えることで、ステージ端の壁が破壊され別エリアに移動し、ステージ中央で仕切り直しとなる。
ウォールブレイクすると追加ダメージを与えられる、ポジティブボーナスを得るなどのメリットがあるが、あえてウォールブレイクせず画面端で攻撃を続けることも可能。

### シーズン3アップデート
2023年8月24日に配信されたシーズン3へのアップデートver1.29で新規のゲームシステムが追加され、既存のシステムにも一部変更が加えられた。

#### ポジティブボーナス
バーストゲージが溜まるようになった。

#### バースト
青バーストの判定が画面全体に拡大した。命中した際にボーナスとしてバーストゲージが溜まらなくなった。
金バーストは命中時にテンションゲージを最大まで貯めるのではなく、ポジティブボーナスを得るようになった。

#### ワイルドアサルト
バーストゲージを50%消費して突進攻撃を行う。キャラクター全員共通で使用可能だが、性能はキャラクターによって異なる。

#### ディフレクトシールド
バーストゲージを50%消費して相手を弾き飛ばせる強力なガードを行う。キャラクター全員共通で使用可能。

## ストーリー
ストーリーは前作『GUILTY GEAR Xrd -SIGN-|GUILTY GEAR Xrd』のストーリーの出来事の後に続いている。
ワシントンD.C.を舞台とし、ソル＝バッドガイの物語の終着点であり、因縁の相手、飛鳥＝R＝クロイツとの決着を描いている。

## 登場キャラクター
発売時点で15名のキャラクターがいたが、アップデートにより継続的に追加されている。ゲームシステムの刷新を受けて、キャラクター性能や技のレパートリーが前作までと大きく異なるキャラクターも少なくない。

### 発売時点
- ソル＝バッドガイ
- カイ＝キスク
- メイ
- アクセル＝ロウ
- チップ＝ザナフ
- ポチョムキン
- ファウスト
- ミリア＝レイジ
- ザトー＝ONE
- ラムレザル＝ヴァレンタイン
- レオ＝ホワイトファング
- 名残雪
- ジオヴァーナ
- 御津闇慈
- イノ

### シーズン1
- ゴールドルイス・ディキンソン
- ジャックオー・ヴァレンタイン
- ハッピーケイオス
- 梅喧
- テスタメント

### シーズン2
- ブリジット
- シン＝キスク
- ベッドマン？[注 1]
- 飛鳥＝R♯[注 2][注 3]

### シーズン3
- ジョニー
- エルフェルト＝ヴァレンタイン
- A.B.A
- スレイヤー

### シーズン4
- クィーン・ディズィー
- ヴェノム
- ユニカ / アニメ『GUILTY GEAR -STRIVE-: DUAL RULERS』より参戦。
- ルーシー / アニメ『Cyberpunk：Edgerunners』よりゲスト参戦。

### NPC
- マルコム・マイヤーズ / ストーリー序盤に登場する賞金首。刺さった後貫通する特殊な槍を用いる。賞金30,000W$。2024年のエイプリルフールには、彼がプレイアブルキャラクターになるというジョークが発表された[3]。
- ヴァーノン大統領
- ガブリエル
- ダレル
- エリカ

## 開発

### 制作（ストーリーモード）およびキャラクター選定
本作の制作はかなり前から進められており、第1弾のプロットは2010年代後半に提出された。この時点ではさまざまなプレイアブルキャラクターに焦点が当てられていたものの、このままでは内容量が大きすぎて納期に間に合わないため、より扱う要素を限定することにしていた。なお、同時点でプレイアブルキャラクターはほぼ決まっていたものの、内定した後に変更された者もいた。

### オープニングムービー
対戦型格闘ゲームのオープニング映像はキャラクターの全身図とバトルアクションを紹介するという内容が一般的である。これに対し、アートディレクターの一人である永野覧は、本作がソル＝バッドガイの物語の完結編であることと、ストーリーに重きを置いたギルティギアシリーズの集大成としてフルアニメーションのオープニングムービーを作りたいと考えていた。もう一人のアートディレクターである坂村英彦もこれに賛同し、永野によるフルアニメーションのオープニングムービーが導入された。
オープニングムービーの制作にあたり、ゼネラルディレクターの石渡太輔からは、格闘ゲームらしくなくてもいいが、「各キャラクターの魅力的なカットを用意すること」「ストーリーモードのネタバレはしないこと」「ダイジェストにせず、イメージ寄りにしてほしい」という条件が課された。一方、開発ディレクターの片野からはストーリーモードにしか出てこないNPCの出番が多いという指摘も寄せられ、坂村はその点が難しかったと2021年の4Gamer.netとのインタビューの中で振り返っている。

## テレビアニメ
『GUILTY GEAR STRIVE: DUAL RULERS』（ギルティギア ストライヴ：デュアル ルーラーズ）のタイトルで、2025年4月から5月までTOKYO MXほかにて放送された。
制作は2024年6月14日に発表された。GUILTY GEARシリーズとしては初のテレビアニメ化で、『STRIVE』のその後を描くオリジナルストーリーが展開される。

### スタッフ
- 原作 - アークシステムワークス[8]
- キャラクター原案 - 石渡太輔[8]
- 監督 - 森川滋[8]
- 副監督 - 石川真平[8]、森田紘吏[8]
- シリーズ構成 - 海法紀光[8]
- アニメーションキャラクターデザイン - 茶之原拓也[8]、八森優香[8]、Joseph Shin[8]
- 美術監督・美術設定 - 荒井和浩[8]
- 色彩設計 - 石橋名結[8]
- 撮影監督 - 奥村大輔[8]
- 編集 - 日髙初美[8]
- 音響監督 - 大寺文彦[8]
- 音響効果 - 上野励
- 音響制作 - マジックカプセル
- 音楽 - 高橋諒[9]
- 音楽制作 - アップドリーム[9]
- 音楽プロデューサー - 兼光一博
- プロデュース - グッドスマイルフィルム、兼光一博
- プロデューサー - 宮内健、小林大介、宇都宮裕人、福良啓、大貫佑介
- アニメーションプロデューサー - 保住昇汰、松浦裕暁
- アニメーション制作 - サンジゲン[8]
- 製作 - Project GGDR

### 主題歌
「AXCLUSION」
ulma sound junctionによるオープニングテーマ。作詞・作曲・編曲はulma sound junction。
「在処」
Nowluによるエンディングテーマ。作詞はNowlu、作曲・編曲はクレハリュウイチ。

### 各話リスト
| 話数 | サブタイトル                              | 脚本     | 絵コンテ                                                                                      | 演出 CGディレクター | 作画監督                                                 | 初放送日      |
| ---- | ----------------------------------------- | -------- | --------------------------------------------------------------------------------------------- | ------------------- | -------------------------------------------------------- | ------------- |
| #01  | 式典 -Ceremony-                           | 海法紀光 | 岡こずえ ささきけんた 小林耕太朗 前田雄輝 大島千学 大森大地 林翔子 森川滋                     | 大森大地            | 大峰誠也 三島夕季 中谷蓮 茶之原拓也 八森優香 Shin Joseph | 2025年 4月5日 |
| #02  | 平和への信念 -Belief in Peace-            | 重信康   | ささきけんた 小川浩太朗 石川真平 小林耕太朗 前田雄輝 大島千学 大森大地 董蘇健 森川滋          | 小川浩太朗          | 三島夕季                                                 | 4月12日       |
| #03  | 羽根の生えた天使さま -A Soaring Angel-    | 海法紀光 | 岡こずえ ささきけんた 森田紘吏 小林耕太朗 前田雄輝 大森大地 大島千学 森川滋                   | 大森大地            | 大峰誠也                                                 | 4月19日       |
| #04  | ギアの王 -King of GEARS-                  | 海法紀光 | 岡こずえ ささきけんた 森田紘吏 小林耕太朗 前田雄輝 大島千学 井尻友紀 鈴木風人 宮久晃典 森川滋 | 小川浩太朗          | 三島夕季 八森優香                                        | 4月26日       |
| #05  | 王の決定 -King's Decision-                | 重信康   | 小林耕太朗 岡こずえ ささきけんた 井尻友紀 鈴木風人 石川真平 森川滋                            | 大森大地 小川浩太朗 | 大峰誠也 Shin Joseph                                     | 5月3日        |
| #06  | 未来からの使者 -Emissary from the Future- | 海法紀光 | 岡こずえ ささきけんた 小林耕太朗 森川滋                                                       | 大森大地 小川浩太朗 | 大峰誠也 三島夕季 Shin Joseph                            | 5月10日       |
| #07  | 暗黒の太陽 -Dark Sun-                     | 重信康   | 岡こずえ 小林耕太朗 ささきけんた 石川真平 森川滋                                              | 大森大地 小川浩太朗 | Shin Joseph 三島夕季                                     | 5月17日       |
| #08  | 自分のカタチ -What Makes You, You-        | 海法紀光 | 岡こずえ 小林耕太朗 ささきけんた 石川真平                                                     | 大森大地 小川浩太朗 | 大峰誠也 三島夕季 Shin Joseph                            | 5月24日       |

### 放送局
| 放送期間                | 放送時間                     | 放送局         | 対象地域   | 備考                                 |
| ----------------------- | ---------------------------- | -------------- | ---------- | ------------------------------------ |
| 2025年4月5日 - 5月24日  | 土曜 22:30 - 23:00           | TOKYO MX       | 東京都     |                                      |
| 2025年4月10日 - 5月28日 | 木曜 2:45 - 3:15（水曜深夜） | 朝日放送テレビ | 近畿広域圏 | 『水曜アニメ〈水もん〉』第2部        |
|                         | 木曜 21:00 - 21:30           | AT-X           | 日本全域   | CS放送 / 字幕放送 / リピート放送あり |
| 2025年4月16日 - 6月4日  | 水曜 23:00 - 23:30           | BS松竹東急     | 日本全域   | BS放送                               |

| 配信開始日   | 配信時間                   | 配信サイト |
| ------------ | -------------------------- | --- |
| 2025年4月5日 | 土曜 23:00 更新            | dアニメストア（本店・ニコニコ支店・for Prime Video）                                                                       |
| 2025年4月7日 | 月曜 23:00 更新            | Prime Video ABEMA Lemino U-NEXT アニメ放題 DMM TV バンダイチャンネル Hulu FOD （本店・FODチャンネル for Prime Video） TVer |
| 2025年4月8日 | 火曜 0:00（月曜深夜） 更新 | J:COM STREAM TELASA milplus見放題パックプライム auスマートパスプレミアム                                                   |

### BD
| 巻  | 発売日        | 収録話        | 規格品番  |
| --- | ------------- | ------------- | --------- |
| BOX | 2025年7月23日 | 第1話 - 第8話 | FFXT-9006 |